# Real Boy
Pour plus de détails, voir Fiche technique et Distribution.
Real Boy est un film américain réalisé par Shaleece Haas, sorti en 2016.

## Synopsis
Le film suit Bennett Wallace, un jeune homme transgenre de 19 ans.

## Fiche technique
- Titre : Real Boy
- Réalisation : Shaleece Haas
- Musique : William Ryan Fritch
- Photographie : Shaleece Haas
- Montage : Andrew Gersh
- Production : Shaleece Haas
- Pays :  États-Unis
- Genre : Documentaire
- Durée : 72 minutes
- Dates de sortie : 
  -  Royaume-Uni : 21 mars 2016 (BFI Flare London LGBTQ+ Film Festival)

## Distinctions
Le film a été présentés dans nombreux festivals du film LGBT dans lesquels il a reçu plusieurs prix dont l'Iris Prize du meilleur long métrage. Il a été également nommé au GLAAD Media Award du meilleur documentaire.